# Dazzle Dreams (альбом)
 Dazzle Dreams  — дебютний однойменний альбом гурту Dazzle Dreams, який був виданий у 2007 році на лейблі Moon records. 

## Композиції
1. S.O.S [0:04:37.09]
2. Ікона [0:03:52.37]
3. Shock Your Mind [0:04:04.00]
4. Clouds Of Clover (Конюшинові хмари) [0:05:48.06]
5. Dazzle Dreams [0:05:10.38]
6. Ікона (Dream mix) [0:03:00.05]
7. Moravia Wind [0:01:20.39]
8. Loreley [0:05:30.35]
9. No Fear [0:06:10.34]
10. Grandmama [0:04:36.61]
11. Sleeping Anna [0:04:05.58]
12. Holly Night [0:05:10.09]
13. Blindfold (S.O.S English version) [0:04:45.44]
14. Icona (English version) [0:03:34.46]
15. Ікона (DJ Sukhoi Nu Base Remix) [0:06:41.32]

## Склад учасників
- Дмитро Ципердюк — вокал, тексти
- Сергій Гера — музика, клавішні, аранжування